# Adriatische Basketballliga 2008/09
Die Adriatische Basketballliga Saison 2008/09 war die achte Saison der Adriatischen Basketballliga. An der Saison 2008/09 nahmen 14 Mannschaften aus 5 Ländern teil.
Die Saison begann am 10. Oktober 2009 und endete am 20. März 2010. Meister wurde zum dritten Mal KK Partizan.

## Turnierformat
In der regulären Saison spielten 14 Mannschaften eine Doppelrunde jeder gegen jeden. Anschließend spielten die ersten vier Mannschaften das Final-four.

### Teilnehmende Mannschaften
| Land                    | Team                   | Stadt      | Spielort (Kapazität)                    |
| ----------------------- | ---------------------- | ---------- | --------------------------------------- |
| Bosnien und Herzegowina | Bosna ASA              | Sarajevo   | Dvorana Mirza Delibašić (6.500)         |
| Kroatien                | KK Split               | Split      | Arena Gripe (6.000)                     |
| Kroatien                | KK Zadar               | Zadar      | Dvorana Krešimira Ćosića (9.200)        |
| Kroatien                | KK Cibona Zagreb       | Zagreb     | Dražen-Petrović-Basketballhalle (5.400) |
| Kroatien                | KK Zagreb              | Zagreb     | Dražen-Petrović-Basketballhalle (5.400) |
| Montenegro              | KK Budućnost Podgorica | Podgorica  | Sportski centar Morača (5.000)          |
| Serbien                 | FMP Železnik           | Belgrad    | Železnik Halle (3.000)                  |
| Serbien                 | KK Roter Stern Belgrad | Belgrad    | Pionir-Halle (8.150)                    |
| Serbien                 | KK Partizan            | Belgrad    | Pionir-Halle (8.150)                    |
| Serbien                 | Vojvodina Srbijagas    | Novi Sad   | SPENS (8.000)                           |
| Serbien                 | Hemofarm               | Vršac      | Millennium Center (5.000)               |
| Slowenien               | KK Helios Domžale      | Domžale    | Kommunal Center Halle (2.500)           |
| Slowenien               | KK Krka                | Novo mesto | Leon Štukelj Halle (2.000)              |
| Slowenien               | Union Olimpija         | Ljubljana  | Arena Stožice (12.480)                  |

## Reguläre Saison
Die Spiele der regulären Saison fanden vom 10. Oktober 2009 bis zum 20. März 2010 statt.

### Tabelle
Endstand
| Platz | Team                | Sp | S  | N  | P+   | P-   | Diff |
| ----- | ------------------- | -- | -- | -- | ---- | ---- | ---- |
| 1     | Partizan Belgrad    | 26 | 23 | 3  | 1966 | 1771 | +195 |
| 2     | Cibona Zagreb       | 26 | 19 | 7  | 2088 | 1945 | +143 |
| 3     | Hemofarm STADA      | 26 | 19 | 7  | 2082 | 1987 | +147 |
| 4     | Roter Stern         | 26 | 19 | 7  | 2010 | 1913 | +97  |
| 5     | KK Zadar            | 26 | 17 | 9  | 2139 | 1935 | +204 |
| 6     | Budućnost           | 26 | 15 | 11 | 2017 | 1972 | +45  |
| 7     | Bosna ASA           | 26 | 11 | 15 | 2025 | 2062 | −37  |
| 8     | FMP Železnik        | 26 | 10 | 16 | 2071 | 2055 | −23  |
| 9     | Union Olimpija      | 26 | 10 | 16 | 1981 | 1999 | −18  |
| 10    | KK Split            | 26 | 10 | 16 | 1899 | 2014 | −115 |
| 11    | KK Krka             | 26 | 9  | 17 | 1897 | 2041 | −144 |
| 12    | Helios Domžale      | 26 | 8  | 18 | 1897 | 2010 | −113 |
| 13    | Zagreb              | 26 | 8  | 18 | 1983 | 2100 | −117 |
| 14    | Vojvodina Srbijagas | 26 | 4  | 22 | 1967 | 2179 | −212 |

## Final four
Das Final four fand am 16. und 18. April 2009 statt.
|  | Halbfinale | Halbfinale       | Halbfinale |  |  | Finale | Finale           | Finale |
|  |            |                  |            |  |  |        |                  |        |
|  |            |                  |            |  |  |        |                  |        |
|  | 1          | Partizan Belgrad | 64         |  |  |        |                  |        |
|  | 4          | Roter Stern      | 58         |  |  |        |                  |        |
|  |            |                  |            |  |  | 1      | Partizan Belgrad | 63     |
|  |            |                  |            |  |  | 2      | Cibona Zagreb    | 49     |
|  | 2          | Cibona Zagreb    | 77         |  |  |        |                  |        |
|  | 3          | Hemofarm STADA   | 65         |  |  |        |                  |        |
|  |            |                  |            |  |  |        |                  |        |

## Auszeichnungen

### Regular Season MVP
Ante Tomić von 
  KK Zagreb